# Konica Minolta Dimage A200

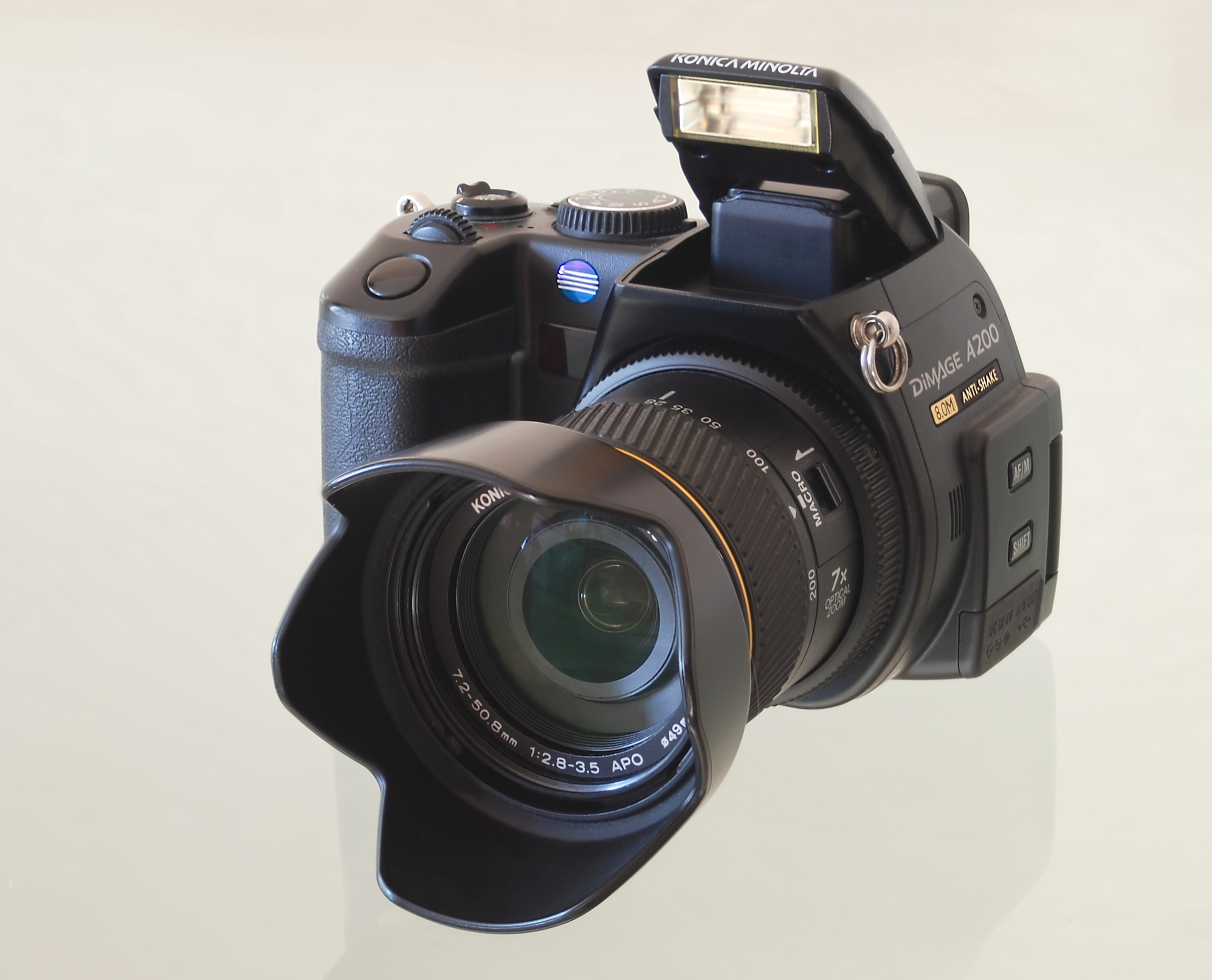
Dimage A200

Konica Minolta Dimage A200 är kameramodell från åren 2004-2005 av märke Konica Minolta. Det är en långzoomkamera med 28-200 mm brännvidd. Till utseendet liknar den en liten systemkamera, men optiken är inte utbytbar.
Till skillnad från de flesta kameror i denna kategori har A200 manuell zoom, det vill säga brännvidden regleras med handkraft genom en vridring på objektivet vilket ger snabbare, exaktare och framför allt tystare zoomreglering. A200 har också god vidvinkel, medan de flesta andra långzoomare istället har betydligt längre brännvidder i teleobjektivdelen av zoomen. Kameran har 8 megapixlar, bildstabilisering, optisk sökare och många program att välja mellan.